# 5545 Makarov
5545 Makarov è un asteroide della fascia principale. Scoperto nel 1978, presenta un'orbita caratterizzata da un semiasse maggiore pari a 2,6491393 UA e da un'eccentricità di 0,0198652, inclinata di 3,42461° rispetto all'eclittica.